# Oncomeris
Oncomeris (лат.) — род клопов-щитников из семейства Tessaratomidae. Типовой род подсемейства Oncomerinae.

## Ареал
Виды рода Oncomeris обитают в Австралии, на Малых Зондских и Молуккских островах, в Новой Гвинеи и на Сулавеси.

## Систематика
В составе рода:
- Oncomeris bernsteini Vollenhoven 1872
- Oncomeris flavicornis Guérin-Méneville, 1831
- Oncomeris ostraciopterus Montrouzier, 1855
- Oncomeris robustus Lep. & Serv.